# Clive Hamilton
Clive Charles Hamilton AM FRSA (sinh ngày 12 tháng 3 năm 1953) là một nhà trí thức của Úc và là Giáo sư về Đạo đức học tại Trung tâm Ứng dụng Triết học và Đạo đức học (CAPPE)  và là phó khoa trưởng về Đạo đức học tại Đại học Charles Sturt. Ông là thành viên của Hội đồng Quản trị Cơ quan Thay đổi Khí hậu của Chính phủ Úc, và là người sáng lập và cựu Giám đốc Điều hành của Viện Úc châu. Ông thường xuyên xuất hiện trên các phương tiện truyền thông của Úc và đóng góp vào các cuộc tranh luận về chính sách công. Hamilton đã được trao giải thưởng Thành viên của Order of Australia vào ngày 8 tháng 6 năm 2009 về "phục vụ tranh luận công cộng và phát triển chính sách, đặc biệt trong các lĩnh vực biến đổi khí hậu, tính bền vững và các xu hướng xã hội".

## Các tác phẩm
Hamilton đã viết về vấn đề chính trị về biến đổi khí hậu trong khoảng thời gian 15 năm. Cuốn sách Requiem for a Species (Earthscan 2010) của ông tìm hiểu về sự phủ nhận biến đổi khí hậu và những quan hệ liên quan. Những cuốn sách của ông, Scorcher (2007) và Running from the Storm (2001), đã chỉ trích những nỗ lực của Chính phủ Úc, đặc biệt là liên quan đến Nghị định thư Kyoto . Quan điểm chung của Hamilton về biến đổi khí hậu là "thế giới đang trên con đường đến một tương lai rất khó chịu và đã quá muộn để ngăn chặn nó". Hamilton cho rằng tin tưởng vào bất cứ điều gì khác là từ chối sự thật của sự thay đổi khí hậu và chỉ lấy ước mơ làm sự thật.